# Konzulat Republike Slovenije v Hong Kongu
Konzulat Republike Slovenije v Hongkongu je diplomatsko-konzularno predstavništvo (konzulat) Republike Slovenije s sedežem v Hongkongu (Ljudska republika Kitajska); spada pod okrilje Veleposlaništvu Republike Slovenije na Kitajskem.
Trenutni častni konzul je Bernard C. W. Lau (kitajsko: 劉志偉).